# Ammochloa
Ammochloa là một chi thực vật có hoa trong họ Hòa thảo (Poaceae).

## Loài
Loài
- Ammochloa involucrata Murb. - Maroc
- Ammochloa palaestina Boiss. - Tây Ban Nha, Maroc, Algérie, Tunisia, Libya, Ai Cập, Palestine,[13] Israel, Jordan, Liban, Syria, Thổ Nhĩ Kỳ, Kavkaz, Iraq, Iran, Kuwait
- Ammochloa pungens (Schreb.) Boiss. - Maroc, Algérie, Quần đảo Canaria